# Мапочо
Мапо́чо (исп. Río Mapocho) — река в Чили, правый приток нижнего течения Майпо. Название происходит из языка мапуче, где Mapu chuco означает «вода, проникающая в землю».
Длина реки — 110 км, площадь водосбора — 4230 км².
Река Мапочо берёт начало слиянием горных рек Сан-Франсиско и Молина на склонах горы Серро-Эль-Пломо на высоте около 1200 м над уровнем моря. Впадает в реку Майпо в Чилийской Столичной области на высоте 252 м. В своём течении пересекает Сантьяго, разделяя город на две части. Река течёт преимуществнно в западном и юго-западном направлении.
До конца XIX века река была северной границей Сантьяго.
Мапочо загрязнена бытовыми, сельскохозяйственными и промышленными сточными водами, а также отходами от добычи меди выше по течению из нескольких рудников в Андах, к востоку от Сантьяго. Это одна из самых загрязнённых рек страны. Законодательство обязывает промышленные предприятия перерабатывать все свои сточные воды, что не всегда соблюдается. Так, в марте 2009 года лишь 68 % сточных вод были переработаны, к 2010 году этот показатель оценивался в 81 %.

## Галерея

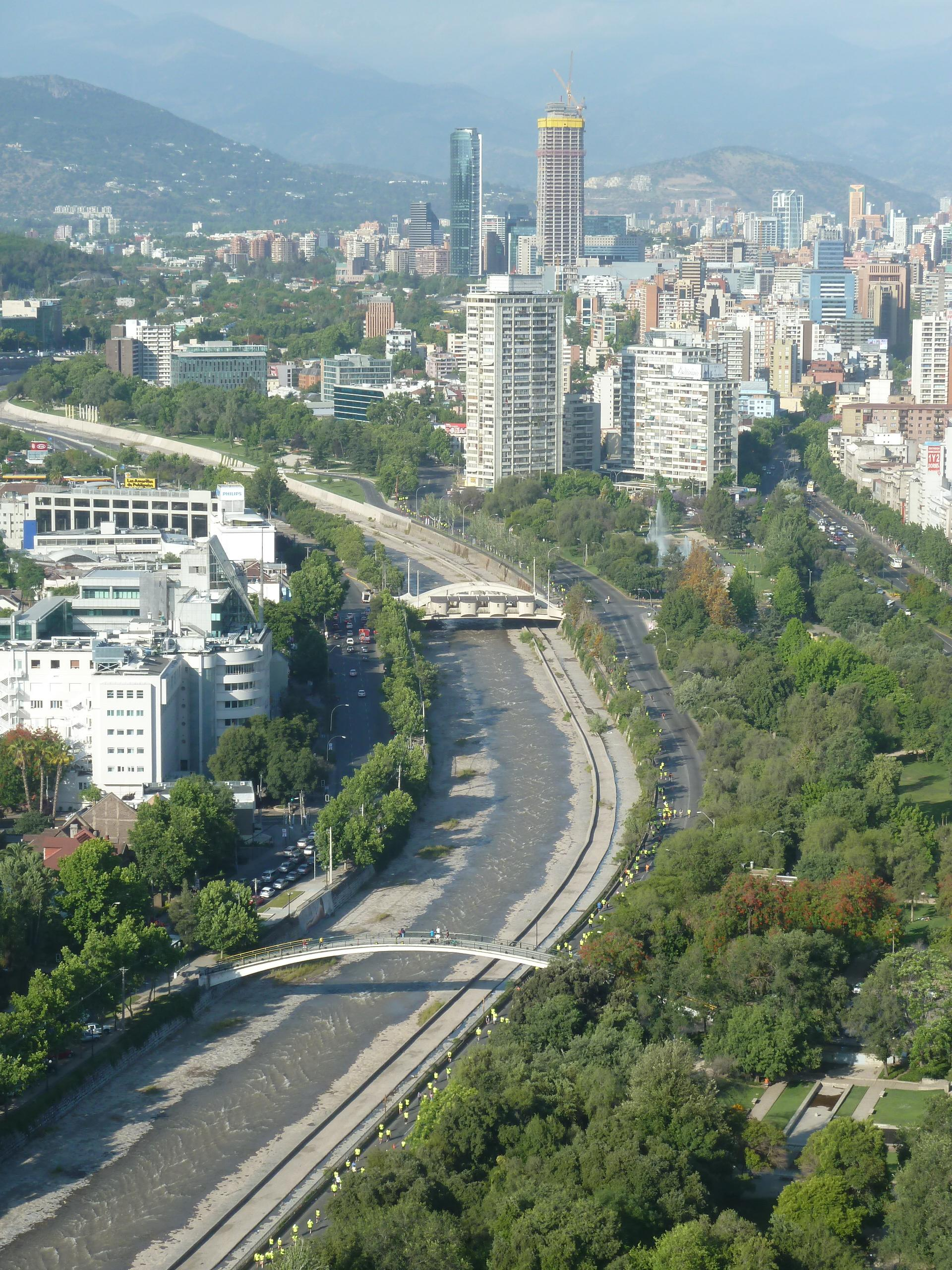
Мапочо с высоты птичьего полёта
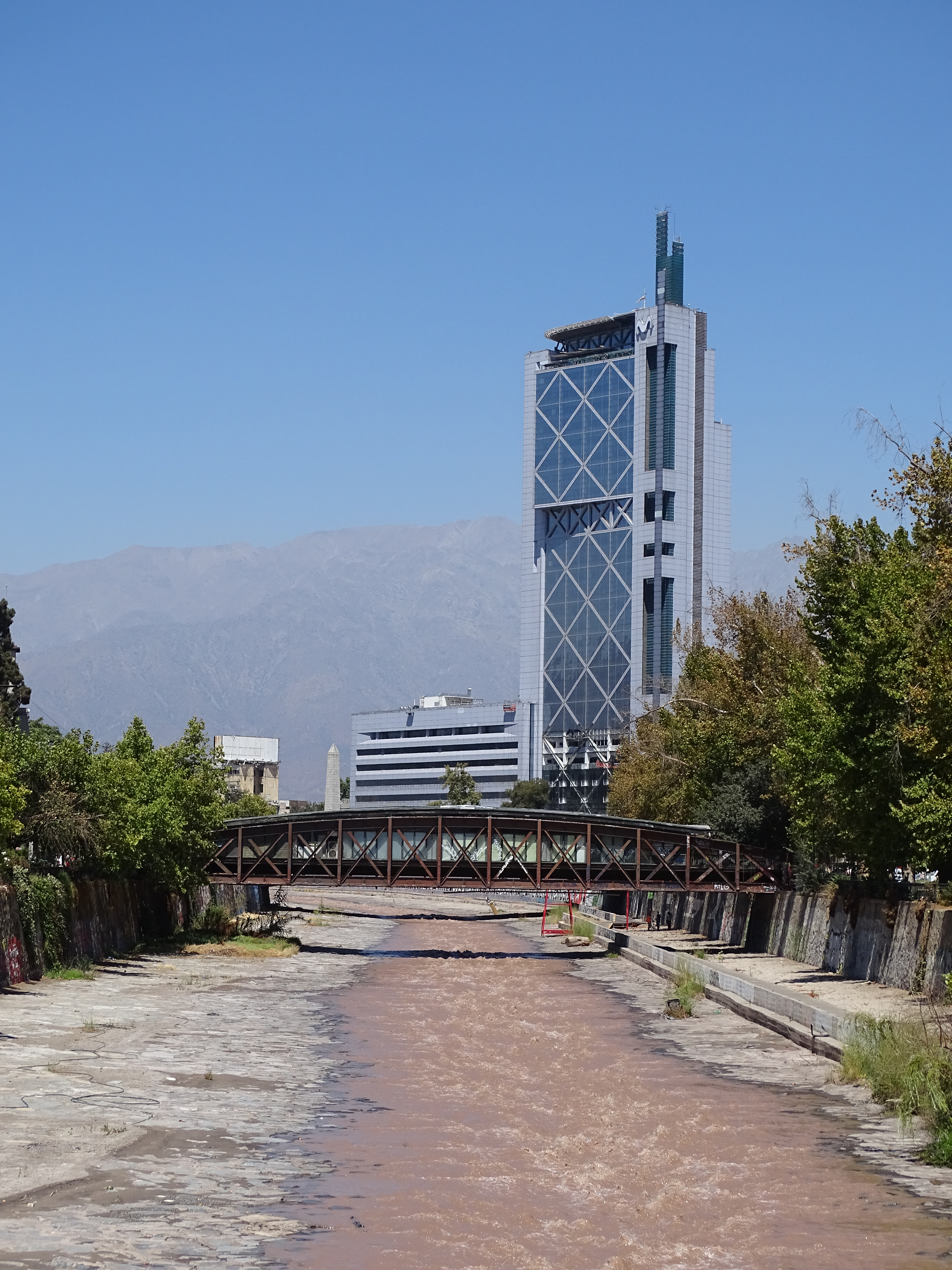
Обмелевшая река
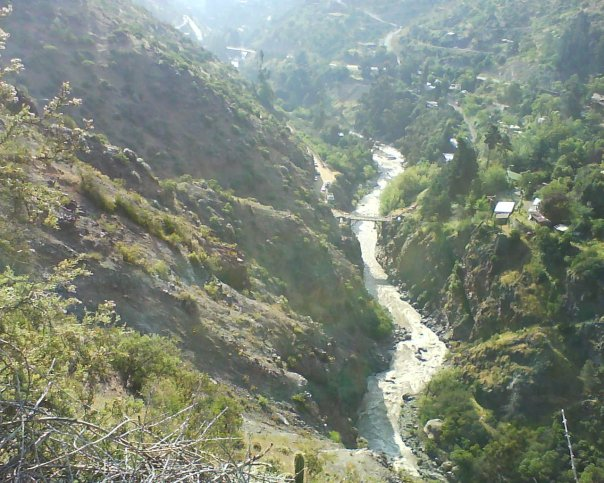
Верховья Мапочо
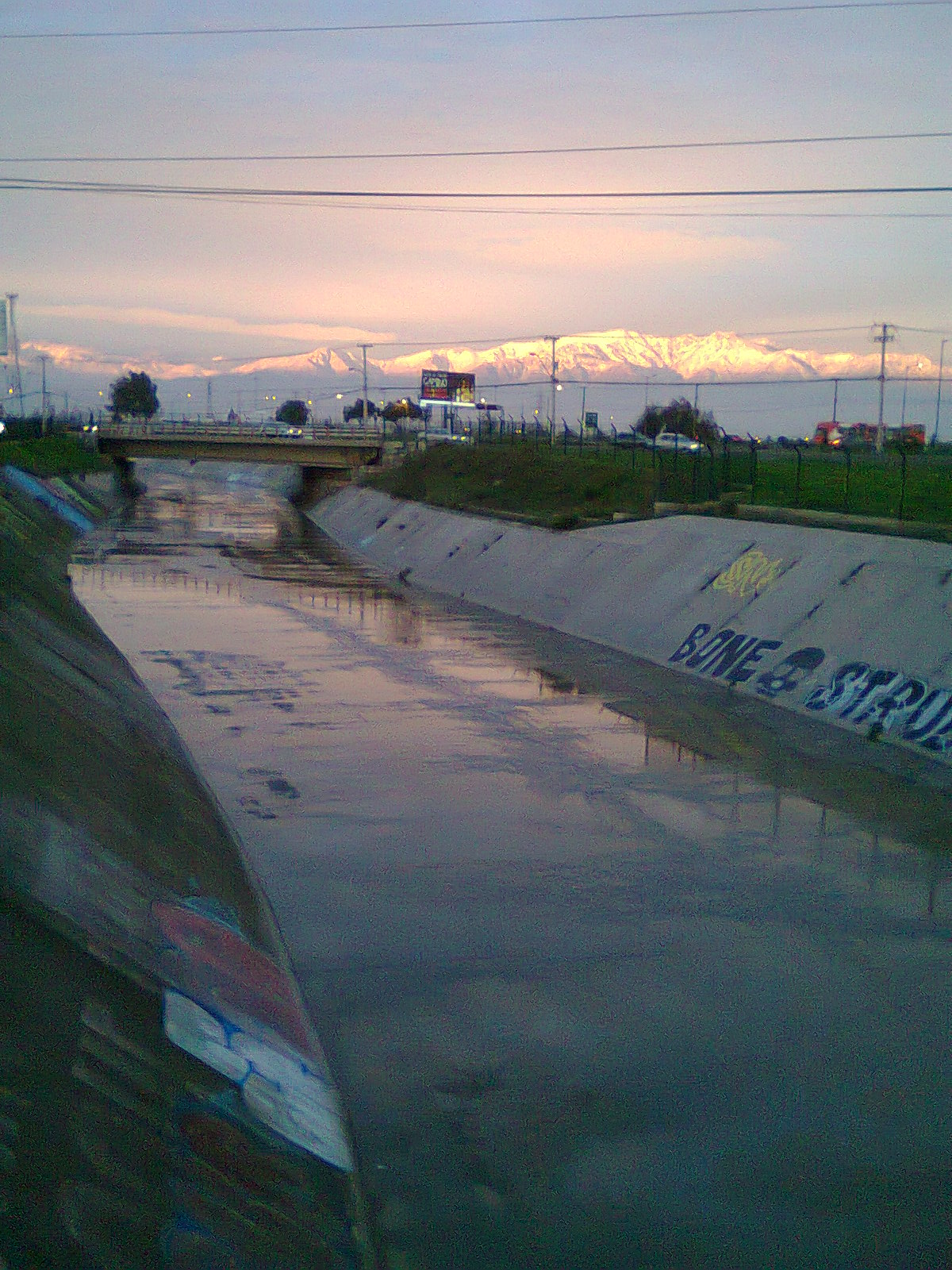
Река в коммуне Майпу